# Касим-хан (казахський хан)
Касим-хан (каз. Қасым хан; 1445/1455—1521) — казахський хан. За його правління ханство сягнуло розквіту та встановило контроль над значними територіями Східного Половецького поля. Його брат, Мухаммед Шейбані, був узбецьким ханом.

## Життєпис
За часів правління Бурундук-хана Касима підтримувала місцева знать, через що він мав реальну владу та популярність серед народу, а Бурундук-хан був лише формальним правителем. Після смерті останнього Касим став законним правителем Казахського ханства.
Держава степовиків на чолі з Касимом сильно зміцнилась та становила значну загрозу всім своїм сусідам. Зрештою навіть виник конфлікт між казахським ханом і його братом — ханом узбецьким. Мухаммед Шейбані, який захопив владу й закріпився у Мавераннахрі, прагнув не допустити посилення впливу казахської держави, перешкоджаючи збільшенню впливу Касима у Присирдар'ї. Шейбані-хан фактично вдався до економічної блокади Казахського ханства, заборонивши торгівлю з ним. Такі дії спричинили симетричну реакцію з боку Касима. Таким чином боротьба між двома братами набула ознак затяжної війни.
Наприкінці 1510 року Шейбані помер, після чого його нащадки відволіклись від боротьби з казахами, а спрямували свої зусилля проти Бабура. Касим-хан негайно скористався такою нагодою для зміцнення своєї влади над Південним Казахстаном. Невдовзі під владу казахського хана перейшло найбільше місто на берегах Сирдар'ї — Сайрам.
1512 року відбулась спроба створення військового союзу з могульським ханом Султан-Саїдом, однак спроба виявилась провальною. Після цього Касим зумів включити до складу своїх володінь основні райони Семиріччя. Більше того, через важку внутрішню кризу в Ногайській орді під владу казахських султанів перекочувала частина тамтешніх племен і родів.
Таким чином володіння Касим-хана на півдні сягали берегів Сирдар'ї та включали більшу частину Туркестану, на південному сході вони охоплювали передгір'я й долини значної частини Семиріччя, на півночі та північному сході кордони ханства проходили в районі гір Улитау й озера Балхаш, на північному заході підконтрольні Касиму землі простягались до басейну річки Жайик. За часів правління Касима населення Казахського ханства сягнуло одного мільйона осіб, а чисельність військ — 300 тисяч.
Щодо смерті Касим-хана дослідники не дійшли спільної думки. Більшість вважають, що він помер і похований у Сарайчику, захопленій ним столиці Ногайської орди. Після його смерті Казахське ханство було послаблено міжусобною боротьбою. У тій боротьбі загинув син і спадкоємець Касима — Мамаш.